# Municipio de Lincoln (condado de Madison, Arkansas)
El municipio de Lincoln (en inglés: Lincoln Township) es un municipio ubicado en el condado de Madison en el estado estadounidense de Arkansas. En el año 2010 tenía una población de 229 habitantes y una densidad poblacional de 3,54 personas por km².

## Geografía
El municipio de Lincoln se encuentra ubicado en las coordenadas 35°54′7″N 93°41′11″O / 35.90194, -93.68639. Según la Oficina del Censo de los Estados Unidos, el municipio tiene una superficie total de 64.7 km², de la cual 64,54 km² corresponden a tierra firme y (0,25 %) 0,16 km² es agua.

## Demografía
Según el censo de 2010, había 229 personas residiendo en el municipio de Lincoln. La densidad de población era de 3,54 hab./km². De los 229 habitantes, el municipio de Lincoln estaba compuesto por el 93,01 % blancos, el 0,87 % eran amerindios, el 0,44 % eran asiáticos, el 3,06 % eran de otras razas y el 2,62 % eran de una mezcla de razas. Del total de la población el 2,62 % eran hispanos o latinos de cualquier raza.